# Pietro Botto (scultore)
Pietro Botto (Savigliano, XVI secolo – Savigliano, 1662) è stato uno scultore e intagliatore italiano.

## Biografia
Pietro Botto fece parte di una famiglia d'intagliatori piemontesi del XVII secolo, originari di Savigliano.

Non si posseggono molte informazioni riguardanti la vita privata e il percorso di formazione dell'artista Pietro Botto.
I documenti storici riferiscono che Pietro Botto fu attivo in Torino già nel 1603, e assieme al fratello Giorgio Botto dal 1608, ma lavorarono anche in molte altre località, soprattutto nel cuneese, per la Confraternita della Misericordia di Savigliano.
Negli anni 1628-1630, Pietro Botto operò per conto del cardinale Maurizio di Savoia, che lo nominò 'Gentiluomo di Artiglieria'.
Assieme al fratello Giorgio, nel 1629 realizzò stalli corali, banchi, confessionali per la chiesa di San Pietro di Savigliano.
Intorno al 1630 si attivò a Cherasco per eseguire statue e pala d'altare al Carmine, ma subito dopo rientrò a Savigliano.
Nel 1638 lavorò al servizio di Cristina di Borbone-Francia, aiutato dai figli Bartolomeo e Francesco.
Intorno al 1653 Botto eseguì, nella cappella di Nostra Signora dell'Apparizione a Savigliano, un trittico e il celebre trono, il carro trionfale, il padiglione e la statua della Fama, usati in quell'anno per l'incoronazione di Nostra Signora del Rosario.
Pietro 'primo scultore in legno' morì nel 1662, due anni dopo aver realizzato il leggio del duomo di Chieri e dopo un'intensa e impegnativa collaborazione alla decorazione della reggia, concretizzata nei soffitti della sala del trono e della sala del consiglio, oltre che a numerosi palazzi reali e nobili di Torino, Savigliano, Chieri e Cherasco,  tra i quali il Palazzo di San Giovanni, il Palazzo “Nuovo”, Il Valentino, la Vigna di Madama Reale.
Per conto della Casa Savoia realizzò numerose opere, quali mobili e cornici, soffitti intagliati e porte, candelabri e balaustre, rivestimenti di intere stanze ed apparati decorativi per feste e ricorrenze, ma anche pregevoli statue, come quelle, per il Cardinale Maurizio, del Beato Amedeo e di san Luigi di Francia.
Per quanto riguarda lo stile di Pietro Botto, autorevole è il giudizio della storica dell'arte Barbara Antonetto che scrisse: «Caratteristica di Pietro Botto, che trasmise al fratello e ai figli sono il modello e la sensibilità tardo-manieristici. L'intaglio è ricchissimo e quasi sempre di elevata qualità tecnica, l'invenzione decorativa appare continuamente variata, e il risultato è fra i più significativi dell'arte dell'intaglio ligneo piemontese nel secolo XVII.»

## Opere
- Gesù Crocifisso, chiesa di San Pietro di Savigliano (1629);
- Statua della Vergine, chiesa di San Pietro di Savigliano (1629);
- Statua di San Giovanni, chiesa di San Pietro di Savigliano (1629);
- Coro ligneo barocco, chiesa di San Pietro di Savigliano (1629);
- Stalli corali, banchi, confessionali, chiesa di San Pietro di Savigliano (1629);
- Pala d'altare, Carmine di Cherasco (1630);
- Statue San Rocco e San Sebastiano, Carmine di Cherasco (1630);
- Leggio, duomo di Chieri (1660);
- Sculture e varie opere per i palazzi reali e nobili di Torino, Savigliano, Chieri e Cherasco.
- Cassa dell'organo della chiesa di Mongrando San Rocco, proveniente dal demolito convento di San Domenico di Biella Piazzo.